# Юахім Імбрехтс
Юахім Лассе Імбрехтс(швед. Joachim Lasse Imbrechts, нар. 9 жовтня 2001, Іксель, Бельгія) — шведський футболіст, воротар бельгійського клубу «Юніон Сент-Жилуаз».

## Ігрова кар'єра

### Клубна
У 2015 році Юахім Імбрехтс опинився в молодіжній команді бельгійського клубу «Шарлеруа». У жовтні 2017 року він підписав з клубом перший професійний контракт.
Не маючи можливостей пробитися до основи «Шарлеруа», влітку 2022 року Імбрехтс перейшов до клубу «Юніон Сент-Жилуаз», де в сезоні 2022/23 зіграв шість поєдинків за другу команду клубу. У серпні 2023 року воротар продовжив контракт з клубом до літа 2025 року.
1 жовтня 2023 року Імбрехтс дебютував у першій команді «Юніона», коли в матчі чемпіонату країни проти «Шарлеруа» вийшов на заміну у другому таймі. Також Імбрехтс грав в основі у кубкових матчах.

### Збірна
Юахім Імбрехтс народився в Бельгії. Його батько бельгієць, мати — шведка. Юахім починав грати за юнацькі збірні Бельгії. З 2018 року він провів кілька матчів у складі юнацьких збірних Швеції.

## Титули і досягнення
- Володар Кубка Бельгії (1):

«Юніон Сент-Жилуаз»: 2023–2024
- Володар Суперкубка Бельгії (1):

«Юніон Сент-Жилуаз»: 2024
- Чемпіон Бельгії (1):

«Юніон Сент-Жилуаз»: 2024–2025